# Sabinian (imię)
Sabinian – imię męskie pochodzenia łacińskiego, oznaczające "należący do Sabina, do Sabiny". Wśród patronów - św. Sabinian, syn św. Bonifacego i św. Tekli oraz inni święci.
Sabinian imieniny obchodzi 7 czerwca i 27 sierpnia.

## Osoby noszące imię Sabinian
- cesarz Sabinian
- papież Sabinian